# 사랑을 다시 하지 않으리
"사랑을 다시 하지 않으리"는 1962년 공개된 대한민국의 영화이다.

## 배역
- 신영균
- 조미령
- 황정순
- 이예춘
- 김석훈
- 김희갑
- 전계현